# Dęby Szlacheckie
Dęby Szlacheckie – wieś w Polsce położona w województwie wielkopolskim, w powiecie kolskim, w gminie Osiek Mały, na Pojezierzu Kujawskim.
W latach 1954–1959 wieś należała i była siedzibą władz gromady Dęby Szlacheckie, po jej zniesieniu w gromadzie Osiek Mały. W latach 1975–1998 miejscowość administracyjnie należała do województwa konińskiego.
W gminie Osiek Mały jest także kolonia o nazwie Dęby Szlacheckie.
We wsi znajduje się szkoła podstawowa i jednostka Ochotniczej Straży Pożarnej.  

## Historia
Wieś wzmiankowana po raz pierwszy w roku 1415 – była wówczas własnością szlachecką. W 1827 roku wieś liczyła 187 mieszkańców w 18 domach. W latach międzywojennych rozpoczęto w tutejszym majątku uprawę ziół leczniczych i wyrób olejków eterycznych. Kontynuatorem upraw ziół był Zielarski Zakład Doświadczalny „Herbapol“ (zamknięty w 1990 roku), w którym, na powierzchni ponad 512 ha, uprawiano rośliny wykorzystywane przez przemysł farmaceutyczny. W rejonie wsi udokumentowano złoże piasków kwarcowych, przydatnych do produkcji betonów komórkowych oraz węgla brunatnego (KWB Konin planowała eksploatację złoża „Dęby Szlacheckie”, która jednak nigdy nie została zrealizowana).
W miejscowości był przystanek kolejowy Dęby Szlacheckie.

## Kościół
We wsi stoi drewniany kościół Wniebowzięcia NMP, zbudowany w 1756 r. z fundacji Stanisława Zakrzewskiego, podkomorzego inflanckiego i właściciela tej wsi. Mocno zniszczony w czasie II wojny światowej. Częściowo odrestaurowany w latach 1945–1948. Orientowany. Jednonawowy z dwiema analogicznymi czworobocznymi kaplicami od północy i południa, tworzącymi rodzaj transeptu. Prezbiterium nieco niższe i węższe, od nawy zamknięte prosto. Do nawy od zachodu przylega kruchta. Przy kaplicy południowej dwie przybudówki mieszczące składzik i zakrystię. Strop płaski. Belka tęczowa profilowana z napisem dewocyjnym. Dach dwuspadowy, na zakrystii i kruchcie jednospadowy, kryty blachą. Na nawie wieżyczka na sygnaturkę. Na wschodniej ścianie prezbiterium barokowy krucyfiks. W 2006 r. parafia obchodziła 250-lecie kościoła. W związku z tym 17 lipca 2006 roku odbyła się bezpośrednia transmisja mszy w Telewizji Trwam przy udziale m.in. ks. Tadeusza Rydzyka. Parafia Dęby Szlacheckie administracyjnie należy do dekanatu sompoleńskiego (diecezja włocławska).

## Znane osoby związane z miejscowością
- Marian Gołębiewski – arcybiskup metropolita wrocławski
- Anna Olejnicka-Górczewska – senator III kadencji, z ramienia PSL
- Jan Malicki – historyk, dyrektor Studium Europy Wschodniej Uniwersytet Warszawski